# Stanisław Stosik
Stanisław Edmund Stosik (ur. 26 marca 1972) – polski lekkoatleta, chodziarz.

## Osiągnięcia
Siedmiokrotny medalista mistrzostw Polski na otwartym stadionie, ma na koncie także medale halowych mistrzostw kraju. Wielokrotnie reprezentował Polskę w dużych międzynarodowych imprezach, m.in. w pucharze świata oraz Europy. W roku 1996 zajął 3. miejsce na 50 kilometrów w hiszpańskiej La Coruñi podczas pucharu Europy. W roku 1998 nie ukończył chodu na 50 kilometrów podczas mistrzostw Europy w Budapeszcie.
Wójt gminy Osieczna w województwie pomorskim.

## Rekordy życiowe
- chód na 5000 metrów – 19:35,08 s. (20 czerwca 1998, Grudziądz[3]) – 19. wynik w historii polskiej lekkoatletyki
- chód na 10 000 metrów – 40:18,35 s. (23 lipca 1994, Sopot[3]) – 14. wynik w historii polskiej lekkoatletyki
- chód na 20 kilometrów – 1:22:21 s. (16 czerwca 1995, Warszawa[3])
- chód na 50 kilometrów – 3:53:55 s. (2 maja 1999, Mézidon-Canon[3]) – 20. wynik w historii polskiej lekkoatletyki

W 2022 został odznaczony Srebrnym Krzyżem Zasługi.